# 2007 en cyclisme
| Années du cyclisme : 2004 - 2005 - 2006 - 2007 - 2008 - 2009 - 2010    |
| Décennies du cyclisme : 1970 - 1980 - 1990 - 2000 - 2010 - 2020 - 2030 |

Les faits marquants de l'année 2007 en cyclisme.

## Saison
- 28 janvier, Championnat du monde de cyclo-cross : le Belge Erwin Vervecken remporte son deuxième titre consécutif de champion du monde à Hooglede-Gits en Belgique. Chez les femmes, victoire de la française Maryline Salvetat.

- 22 février : l'Union cycliste internationale, en conflit avec les organisateurs des Grands Tours qui ont refusé d'intégrer le circuit ProTour dès son lancement fin 2004, demande par courrier aux équipes du ProTour invitées à participer au Paris-Nice (du 11 au 18 mars) de ne pas s'y rendre. Ce boycott que tente d'imposer l'instance internationale est motivé par l'absence de l'équipe belgo-suédoise Unibet.com, titulaire d'une licence ProTour, qui, pour l'UCI, donne droit à une qualification d'office.
- 26 février : lors d'une conférence de presse donnée à Hambourg, le coureur cycliste allemand Jan Ullrich, 33 ans, vainqueur du Tour de France en 1997, annonce qu'il met un terme à sa carrière.

- 3 juin : l'Italien Danilo Di Luca remporte la 90e édition du Tour d'Italie, parti le 12 mai de Caprera en Sardaigne, devant le Luxembourgeois Andy Schleck (2e) et son compatriote Eddy Mazzoleni (3e).
- 17 juin : le Français Christophe Moreau remporte, à 36 ans, le Critérium du Dauphiné libéré pour la seconde fois de sa carrière, après sa victoire de 2001, à l'issue de la dernière étape entre Valloire et Annecy.

- 29 juillet : l'Espagnol Alberto Contador remporte la 94e édition d'un Tour de France plus que jamais éclaboussé par des affaires de dopage avec notamment la suspension de la formation kazakh Astana ainsi que celle du leader de la Rabobank et alors maillot jaune du tour Michael Rasmussen.

- 23 septembre : le Russe Denis Menchov de la formation Rabobank remporte le 62e Tour d'Espagne en ne remportant qu'une seule étape.
- 30 septembre : l'Italien Paolo Bettini remporte le championnat du monde de cyclisme sur route pour la deuxième année consécutive devant le Russe Alexandr Kolobnev.

## Compétitions

### Saison ProTour
- De mars à octobre

- De février à septembre

### Grands Tours
- Tour de France :  Alberto Contador (Discovery Channel).
- Tour d'Italie  :  Danilo Di Luca (Liquigas).
- Tour d'Espagne  :  Denis Menchov (Rabobank).

## Principales classiques
- Milan-San Remo :  Óscar Freire (Rabobank)
- Tour des Flandres :  Alessandro Ballan (Lampre-Fondital)
- Gand-Wevelgem :  Marcus Burghardt (T-Mobile)
- Paris-Roubaix :  Stuart O'Grady (CSC)
- Amstel Gold Race :  Stefan Schumacher (Gerolsteiner)
- Flèche wallonne :  Davide Rebellin (Gerolsteiner)
- Liège-Bastogne-Liège :  Danilo Di Luca (Liquigas)
- Classique de Saint-Sébastien :  Leonardo Bertagnolli[1] (Liquigas)
- Paris-Tours :  Alessandro Petacchi (Milram)
- Tour de Lombardie :  Damiano Cunego (Lampre-Fondital)

### Évènements
- Championnats du monde de cyclisme sur route 2007.
- Championnats du monde de cyclo-cross 2007.
- Championnats du monde de cyclisme sur piste 2007.

## Principaux champions nationaux
- Allemagne : Fabian Wegmann
- Australie : Darren Lapthorne
- Belgique : Stijn Devolder
- Danemark :  Alex Rasmussen
- Espagne : Joaquim Rodríguez
- États-Unis : Levi Leipheimer
- France :  Christophe Moreau
- Grande-Bretagne : David Millar
- Italie : Giovanni Visconti
- Luxembourg : Benoît Joachim
- Norvège :  Alexander Kristoff
- Pays-Bas :  Koos Moerenhout
- Russie :  Vladislav Borisov
- Suisse : Beat Zberg

## Principaux décès
- 22 juillet : Jean Stablinski, cycliste français (° 21 mai 1932)
- 22 décembre : Lucien Teisseire, Cyclistes français (° 11 décembre 1919)